# Brabantse Pijlroute

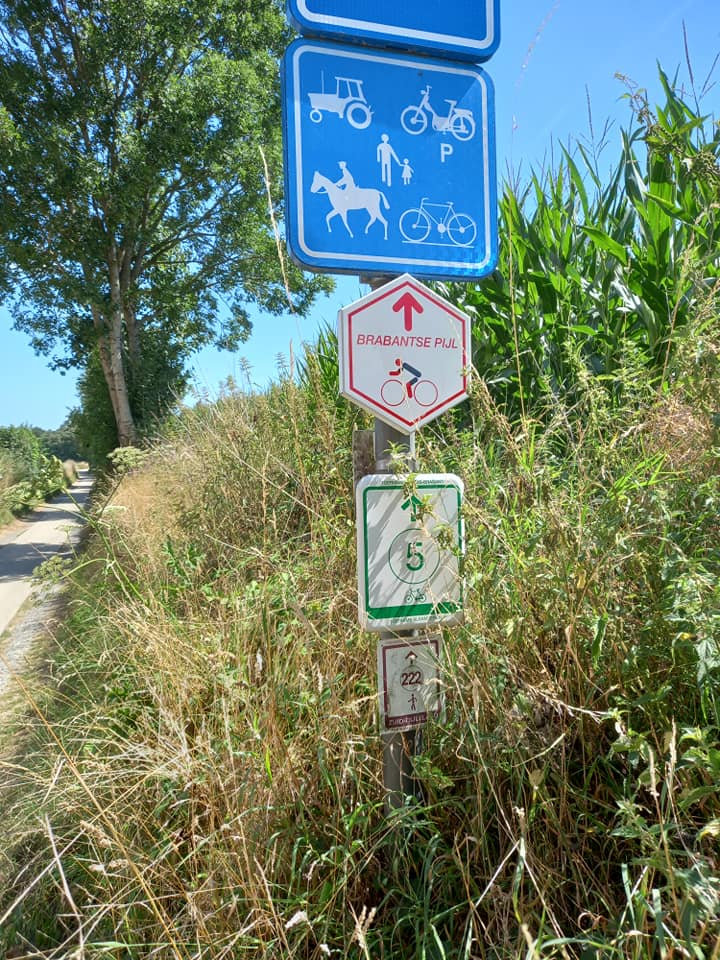

De Brabantse Pijlroute is een lusvormige fietsroute in de Belgische provincie Vlaams-Brabant. De toeristische fietsroute rijgt de verschillende hellingen aan elkaar die door de renners worden beklommen tijdens de Brabantse Pijl. De Brabantse Pijlroute is bewegwijzerd door Toerisme Vlaams-Brabant.
De route kan overal gestart worden, maar als startplaats wordt Oud-Heverlee gebruikt. De route is 98 km lang en kent 1.033 hoogtemeters.

## Verloop
De route gaat na Oud-Heverlee via Leefdaal, Vossem en Tervuren naar Eizer waar de beklimming van de Horenberg wacht. Vervolgens gaat het via Huldenberg over de 2e klim, de Smeysberg. Nabij Sint-Agatha-Rode volgt de 3e klim Holstheide. In Overijse volgen dan 4 beklimmingen: IJskelderlaan, Hagaard, Schavei en Hertstraat. In Terlanen ligt de 8e klim, de Moskesstraat. Na Ottenburg komt de 9e klim, de Rue de Pécrot. Via Bevekom en Bierbeek gaat het terug naar Oud-Heverlee.
Ronde van Vlaanderenroute · Gent-Wevelgemroute · Brabantse Pijlroute · Amstel Gold Raceroute